# Georg Meder
Georg Meder (* 17. April 1536 in Mainbernheim; † 2. Mai 1599 in Kitzingen) war ein Dichter und Astronom, der vor allem in der Stadt Kitzingen wirkte.

## Leben
Georg Meder wurde am 17. April 1536 in Mainbernheim geboren, das damals Teil der Markgrafschaft Brandenburg-Ansbach war. Meder selbst beschrieb in einer Veröffentlichung von 1578, dass seine Familie bereits seit Generationen in der Stadt gelebt hätte. Die Namen der Eltern sind nicht bekannt. Allerdings wurde im Jahr 1501 ein Georg Meder aus Weißensee bei Erfurt genannt, der möglicherweise mit dem Mainbernheimer Meder verwandt war. In den 1550er Jahren studierte Meder wohl in Tübingen. Er verewigte sich mit seinem Epigramm in einem Werk des Tübinger Altphilologen Matthias Garbitius. Eventuell studierte Meder auch beim Mathematikprofessor Michael Mästlin, den er später als „mein günstiger Herr vnnd freund“ bezeichnete.
Um 1576 ist Meder in Dettelbach nachweisbar, wo er als Poet und Astronom ein jährliches Prognostikum herausgab. Im Jahr 1577 zog Meder nach Kitzingen weiter und wurde zum Bürger der Stadt. Später stieg er sogar zum Stadtrat auf. In der Stadt war bereits der Kalendermacher Georg Seyfridt der Ältere tätig gewesen, sodass Meder dessen Kundenstamm und Werkstatt erben konnte. Georg Meder berechnete seine Kalender in den folgenden Jahren immer auf die Kitzinger Koordinaten. Dem Rat der Stadt dedizierte er auch mehrere seiner Werke. Es ist wahrscheinlich, dass der Astronom sogar in Kitzingen drucken ließ. Allerdings lässt sich für die zweite Hälfte des 16. Jahrhunderts keine Offizin in der Stadt nachweisen. Die meisten Drucke erschienen in den 1590er Jahren auch in Tübingen und Nürnberg. Georg Meder starb am 2. Mai 1599 in Kitzingen.

## Werke (Auswahl)
Zwischen 1569 und 1599 erschien jährlich der sogenannten Schreibkalender in einem kleinen Format. Ab ca. 1579 brachte Meder zusätzlich noch eine größere Version des Kalenders heraus. Im Jahr 1567 entstand außerdem ein astronomisches Werk, das den zukünftigen Umlauf der Sonne zum Thema hatte. Meder bediente sich der Expertise von verschiedenen Druckern. In den Anfangsjahren und auch später ließ er bei Nicolaus Knorr in Nürnberg drucken, später bei Valentin Fuhrmann. Ab 1586 wurde die Druckerei von Alexander Hock in Tübingen herangezogen. Daneben erschienen die Schreibkalender auch bei Alexander Philipp Dietrich und dem Verlag Johann Lauer in Nürnberg. Als Hauptwerk von Meder gilt das ebenfalls jährlich erscheinende Prognosticon in deutscher Sprache.
- Elegia M. Georgii Mederi Franci Poetae Lavreati, scripta in futuram Ecclipsin Solis, quae apparebit hoc anno, A nato Christo 1567. die Aprilis nona, circa meridiem, in signo Arietis […]. o. O. 1567.